# ヴィズオウア
ヴィズオウア（デンマーク語: Hvidovre）は、デンマーク・デンマーク首都地域にある町。

## 概要
コペンハーゲンから西に8km離れた場所にあり、東に隣接するアヴェデアと共にヴィズオウア市を形成している。
ヴィズオウアには先史時代から人が定住していた記録が出土品として残っている。
1847年、コペンハーゲンとロスキレを結ぶ鉄道がヴィズオウアを通過して開通したことに伴い、沿線開発が進んだ。加えて、1900年代以降にコペンハーゲン近郊の郊外としても注目を集め、1900年初頭は1,000人を切っていた人口は1940年に1万人を突破し、2020年以降は5万人前後を推移している。
ヴィズオウアに拠点を置くスポーツクラブには、サッカークラブのヴィズオウアIF、アイスホッケークラブのヴィズオウアIKなどがある。

## 出身人物
- マンティコラ（1996 - ） : ヴィズオウアで結成されたメロディックスピードメタルバンド。
- トーマス・カーレンベルグ（1983年 - ） : 元デンマーク代表サッカー選手。
- ダニエル・アッゲル（1984年 - ） : 元デンマーク代表サッカー選手。
- カスパー・ロレンツェン（1985年 - ） : 元デンマーク代表サッカー選手。
- ヤニク・ヴェスターゴーア（1992年 - ） : デンマーク代表サッカー選手。